# Maja Son
Maja Son, née le 23 février 1988 à Pula, est une handballeuse slovène, évoluant au poste d'arrière gauche

## Biographie
Maja Son évolue au club du HBC Nîmes de 2013 à 2016. Après le dépôt de bilan du HBC Nîmes au printemps 2016, elle s'engage avec le HBC Celles-sur-Belle, nouveau promu en 1re division pour la saison 2016-2017.

## Palmarès
compétitions nationales
- championne de Croatie en 2012 et 2013